# ケショウフグ
ケショウフグ (学名：Arothron mappa) は、フグ科に分類される魚類の一種。scribbled pufferfishとも呼ばれる。インド太平洋の熱帯および亜熱帯海域に分布する。テトロドトキシンを含む有毒魚であり、観賞用や一部で食用に取引される。

## 分布と生息地
インド洋から西太平洋までの熱帯および亜熱帯海域に分布する。日本では沖縄諸島以南に多く、八丈島や相模湾でも時折発見されており、2013年には茨城県沖でも漁獲された。成魚は、深いドロップオフや透明なラグーン、サンゴ礁に沿って、水面から水深30 mまで生息する。幼魚は海草藻場で見られる。

## 形態
体長65 cmまで成長する。体は楕円形で、比較的細長い球形。皮膚は鱗で覆われておらず、口の周り、胸鰭基部、尾鰭基部を除いて、体の大部分は小さな皮膚棘で覆われている。腹鰭と側線が無い。背鰭と臀鰭は小さく、左右対称で、体の端に位置する。吻部は短く、2対の鼻孔があり、口には鋭い嘴に融合した4本の強い歯がある。これらの歯は生涯を通じて成長し続け、硬い殻を持つ獲物を捕食することで常に摩耗している。
体色は白っぽく、黒、茶色、または緑がかった破線の密集した網目模様があり、目からは放射状の線が伸びている。個体によっては、口の周り、肛門、鰭などに暗色または黄色がかった斑点が現れることがある。

## 生態
昼行性で、単独で行動する。底生無脊椎動物、甲殻類、海綿動物、サンゴ、尾索動物、藻類を食べる。求愛は、雄が鰭を使って砂を掘り、砂粒をかき混ぜて海底に大きな平らな円を描くことから始まる。次に、円の中に幾何学的な谷や尾根を掘り、複雑で幾何学的な迷路のようなパターンを作る。これは雌を引き付ける求愛ディスプレイと、卵を産む巣作りの両方の役割を果たす。雌が巣に近づくと、雄は泳ぎ回って砂をかき混ぜ、雌の注意を引く。求愛が成功すると、雌は巣に入り、卵を放出し、雄はそれを受精させる。受精卵は巣の中に留まり、孵化するまで成長し続ける。食物から得たテトロドトキシンを共生細菌により体内に蓄積している。

### 寄生虫
Aporocotylidae 科の Psettarium yoshidai はケショウフグにのみ寄生し、Philometra 属の線虫2種(Philometra robusta と Philometra pellucida) は、ケショウフグや他のフグ目魚類に見られる。前述の Philometra 属種は、フグ目の腸管の重度の腫れや膨張を引き起こす。重度の感染や膨張が起こった場合、フグは急速に表層に浮上し、隠れ場所や移動手段がないため、捕食される可能性がある。

## 食品
テトロドトキシンを含んでいるにもかかわらず、フグ科のいくつかの種は日本では珍味とみなされている。研究では、ケショウフグの肉は人間が安全に食べることができることが示されている。卵巣は有毒、精巣は有毒とも無毒とも言われる。他の部位は無毒か弱毒との報告があるが、毒性は不明。東京都市場衛生検査所は、食用にできないフグとしている。皮、肝臓、生殖腺、腸は、高濃度のテトロドトキシンを含んでいるため、食べるべきではない。テトロドトキシンを含むフグを食用に調理するには、魚の皮や臓器に含まれるテトロドトキシンで食用肉を汚染しないように特別な訓練が必要である。養殖されたフグの場合は害はない。